# Mogoșeni, Bistrița-Năsăud
Mogoșeni, în trecut Mogoșmort (în maghiară Szamosmagasmart, Magasmart, în trad. „Malul înalt al Someșului”) este un sat în comuna Nimigea din județul Bistrița-Năsăud, Transilvania, România.

## Istorie
- Satul Mogoșeni este atestat documentar în anul 1392 sub numele de Magasmorth (Mal înalt în maghiară) .
- Satul s-a format prin migrarea în zonă a mai multe familii din Șintereag , Florești și Nimigea Ungurească.

## Demografie

### Grupe etnice
Componența etnică a satului Mogoșeni(2011)
     Români (98,8%)
     Maghiari (1,2%)
- În 1910 avea 305 locuitori dintre care : 3 maghiari, 5 evrei și 297 români, din punct de vedere confesional s-au declarat : 297 Greco-Catolici, iar 8 Iudaici.
- Populația satului Mogoșeni la recensământul din 2002 se ridica la 335 de locuitori, dintre care se declaraseră etnici români 331 (adică 98,8% din populație), iar 4 persoane s-au declarat etnici maghiari (adică 1,2% din populație).

### Religie
Componența confesională a satului Mogoșeni (2002)
     Ortodocși (89,85%)
     Penticostali (5,37%)
     Greco-catolici (3,58%)
     Reformați (1,2%)
La recensământul din 2002 locuitorii erau de religie ortodoxă (301 adică 89,85%), penticostală (18 adică 5,37%), greco-catolică (12 adică 3,58%) și reformată (4 adică 1,2%).